# Phaenochitonia ignipicta
Phaenochitonia ignipicta is een vlindersoort uit de familie van de prachtvlinders (Riodinidae), onderfamilie Riodininae.
Phaenochitonia ignipicta werd in 1913 beschreven door Schaus.